# Chimaerosphecia sinensis
Chimaerosphecia sinensis is een vlinder uit de familie wespvlinders (Sesiidae), onderfamilie Sesiinae.
Chimaerosphecia sinensis is voor het eerst wetenschappelijk beschreven door Walker in 1865. De soort komt voor in het Oriëntaals gebied.